# Paul Huntington
Paul Huntington (ur. 17 września 1987 w Carlisle) – angielski piłkarz występujący na pozycji środkowego obrońcy w Preston North End.

## Kariera klubowa
Paul Huntington zawodową karierę rozpoczynał w 2006 roku w Newcastle United. Wcześniej występował w zespołach juniorskich oraz w drużynie rezerw, w której zadebiutował 7 grudnia 2004 roku w wygranym 3:0 meczu z rezerwami Middlesbrough. Swój profesjonalny kontrakt Huntington podpisał w lipcu 2005 roku. W większości spotkań zasiadał na ławce rezerwowych, między innymi podczas meczów Pucharu Intertoto. Od pierwszych minut zagrał w meczu Pucharu Anglii przeciwko Mansfield Town, kiedy to swoją 200 bramkę dla Newcastle zdobył Alan Shearer. Swoje pierwsze trafienie Huntington zaliczył 14 stycznia 2007 roku podczas wygranego 3:2 meczu z Tottenhamem Hotspur.
31 sierpnia angielski zawodnik przeniósł się do Leeds United. W nowym klubie zadebiutował 8 września w pojedynku przeciwko Hartlepool United. 9 października w meczu z Darlington Huntington zdobył natomiast swoją pierwszą bramkę dla „The Whites”. W sezonie 2007/2008 Anglik pełnił rolę rezerwowego i łącznie wystąpił w 20 ligowych spotkaniach, a kolejne rozgrywki także rozpoczął jako piłkarz rezerwowy.
10 września 2009 roku Huntington został na miesiąc wypożyczony do Stockport County. Rozegrał dla niego 9 meczów, w tym wszystkie w podstawowym składzie, po czym powrócił do Leeds. Następnie Huntington na stałe przeniósł się do Stockportu.

## Kariera reprezentacyjna
W 2004 roku Huntington rozegrał 2 mecze dla reprezentacji Anglii U-18. 